# Наталия Крачковская
Наталия Леонидовна Крачковская (на руски: Наталья Леонидовна Крачковская) е съветска и руска филмова актриса, заслужила артистка на Руската федерация (1998).

## Биография
Родена на 24 ноември 1938 г. в Москва с моминско име Белогорцева. Нейният дядо, казак от Терек, служи в гвардията на Николай II. След Великата отечествена война баща ѝ, майор Леонид Белогорцев (1910 – 1945), остава в Германия и служи в комендантството на Ваймар. Застрелян е от нацист на 1 ноември 1945 г. (според други източници загива при автомобилна катастрофа). Нейна майка е актрисата Мария Зотовна Фонина (14 март 1916 – 28 ноември 1993).
След като завършва училище, тя кандидатства в Историко-архивния институт към Руския държавен хуманитарен университет и едновременно с това във Всеруския държавен институт по кинематография на името на С. А. Герасимов. Постъпва и започва да учи,[ неясно? ] но е блъсната от кола и в резултат на катастрофа временно губи зрението си. Лекарите ѝ забраняват да учи, но въпреки това актрисата започва да играе, първо в масовки, след това епизодични роли. През 1962 г. се запознава със звуковия инженер Владимир Крачковски, скоро се омъжва за него и взема фамилното му име (във филмите от началото на 70-те години – Белогорцева-Крачковски). В брака им се ражда син – Василий (роден на 8 юни 1963 г.). Владимир умира през 1988 г.
Наталия Крачковская умира от инфаркт на миокарда на 78 години сутринта на 3 март 2016 г. в болница в Москва.

## Избрана филмография
| Година | Заглавие на български                                       | Оригинално заглавие                                    | Роля                                | Режисьор | Бележки |
| ------ | ----------------------------------------------------------- | ------------------------------------------------------ | ----------------------------------- | -------- | ------- |
| 1959   | „Всичко започва в началото на пътя“                         | Всё начинается с дороги                                | заварчица от екипа на Аннушка       |          |         |
| 1959   | „В тишината на степта“                                      | В степной тиши                                         | епизод                              |          |         |
| 1971   | „12-те стола“                                               | 12 стульев                                             | Грицацуева                          |          |         |
| 1973   | „Иван Василиевич сменя професията си“                       | Иван Васильевич меняет профессию                       | Уляна Андреевна                     |          |         |
| 1973   | „Калина алена“                                              | Калина красная                                         | гост на „празник на живота“         |          |         |
| 1975   | „Не може да бъде!“                                          | Не может быть!                                         | съпруга на Льолик, гост на сватбата |          |         |
| 1977   | „Инкогнито от Петербург“                                    | Инкогнито из Петербурга                                | пълничка дама, гост на кмета        |          |         |
| 1977   | „Тези невероятни музиканти или новите съновидения на Шурик“ | Эти невероятные музыканты, или Новые сновидения Шурика | камео                               |          |         |
| 1979   | „Мястото на срещата да не се променя“                       | Место встречи изменить нельзя                          | певица в кино                       |          |         |
| 1981   | „Бъди мой съпруг“                                           | Будьте моим мужем                                      | курортно-театрална жена             |          |         |
| 1987   | „Човек от булеварда на Капуцините“                          | Человек с бульвара Капуцинов                           | Кончита (прислужница)               |          |         |
| 1993   | „Руски бизнес“                                              | Русский бизнес                                         | леля Катя                           |          |         |
| 1994   | „Руско чудо“                                                | Русское чудо                                           | леля Катя                           |          |         |
| 1994   | „Руска сметка“                                              | Русский счёт                                           | Клава                               |          |         |

## Награди
- Заслужил артист на Руската федерация (14 ноември 1998 г.) – за заслуги в областта на изкуството.